# 迪凯特岛
迪凯特岛（英語：Decatur Island）是美国华盛顿州圣胡安圣胡安群岛中的一座岛，位于洛佩斯岛东部。名称来源于1841年的海军军官斯蒂芬·迪凯特。全岛总面积9.127 km²。
华盛顿州渡轮不提供前往此岛的服务。